# 1791 en architecture
| Années de l'architecture : 1788 - 1789 - 1790 - 1791 - 1792 - 1793 - 1794    |
| Décennies de l'architecture : 1760 - 1770 - 1780 - 1790 - 1800 - 1810 - 1820 |

Cet article présente les faits marquants de l'année 1791 en architecture.

## Réalisations
- L'architecte et ingénieur français Pierre Charles L'Enfant conçoit la ville de Washington, capitale fédérale des États-Unis.
- À Bangalore, fin de la construction du Palais d'été de Tipû Sâhib.

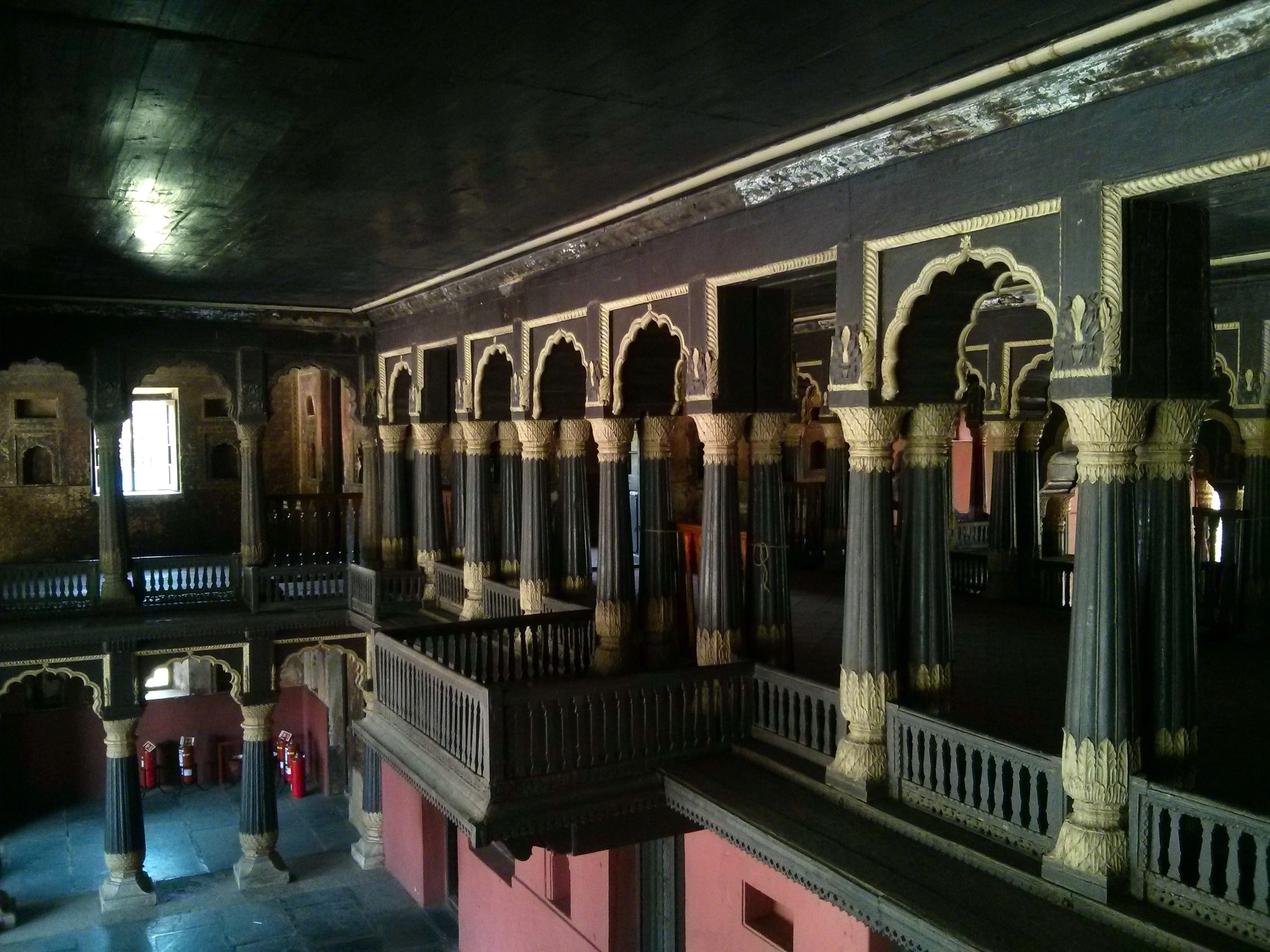
Intérieur du palais.

## Événements
- x

## Récompenses
- x

## Naissances
- x

## Décès
- 23 mai : Pierre-Louis Helin (°1734).
- Gabriel Pierre Martin Dumont (°1720).
- Jean-François Leroy (°1729).